# Nematoctonus tylosporus
Nematoctonus tylosporus är en svampart som beskrevs av Drechsler 1941. Nematoctonus tylosporus ingår i släktet Nematoctonus och familjen musslingar.   Inga underarter finns listade i Catalogue of Life.